# Porsche Tennis Grand Prix 2022
Il Porsche Tennis Grand Prix 2022 è un torneo femminile di tennis giocato sulla terra rossa indoor. È la 44ª edizione del torneo che fa parte della categoria WTA 500 nell'ambito del WTA Tour 2022. Si gioca nella Porsche Arena di Stoccarda in Germania dal 18 al 24 aprile 2022.

## Partecipanti

### Teste di serie
| Nazionalità | Giocatrice        | Ranking* | Testa di serie |
| ----------- | ----------------- | -------- | -------------- |
| Polonia     | Iga Świątek       | 1        | 1              |
| Spagna      | Paula Badosa      | 3        | 2              |
|             | Aryna Sabalenka   | 4        | 3              |
| Grecia      | Maria Sakkarī     | 5        | 4              |
| Estonia     | Anett Kontaveit   | 6        | 5              |
| Rep. Ceca   | Karolína Plíšková | 7        | 6              |
| Tunisia     | Ons Jabeur        | 9        | 7              |
| Regno Unito | Emma Raducanu     | 12       | 8              |

* Ranking al 11 aprile 2022.

### Altre partecipanti
Le seguenti giocatrici hanno ricevuto una wild card per il tabellone principale:
- Jule Niemeier
- Laura Siegemund

Le seguenti giocatrici sono passate dalle qualificazioni:

- Eva Lys
- Chloé Paquet
- Storm Sanders
- Nastasja Schunk

La seguente giocatrice è subentrata nel tabellone principale come lucky loser:
- Tamara Korpatsch

### Ritiri
Prima del torneo
- Viktoryja Azaranka → sostituita da  Petra Kvitová
- Danielle Collins → sostituita da  Zhang Shuai
- Barbora Krejčíková → sostituita da  Viktorija Golubic
- Jeļena Ostapenko → sostituita da  Bianca Andreescu
- Jasmine Paolini → sostituita da  Tamara Korpatsch
- Anastasija Pavljučenkova → sostituita da  Markéta Vondroušová
- Elina Svitolina → sostituita da  Camila Giorgi

## Partecipanti al doppio

### Teste di serie
| Nazione     | Giocatrice       | Nazione       | Giocatrice     | Ranking | Testa di serie |
| ----------- | ---------------- | ------------- | -------------- | ------- | -------------- |
| Stati Uniti | Cori Gauff       | Cina          | Zhang Shuai    | 15      | 1              |
| Stati Uniti | Desirae Krawczyk | Paesi Bassi   | Demi Schuurs   | 40      | 2              |
| Ucraina     | Ljudmyla Kičenok | Australia     | Storm Sanders  | 53      | 3              |
| Giappone    | Shūko Aoyama     | Taipei cinese | Chan Hao-ching | 64      | 4              |

* Ranking al 11 aprile 2022.

### Altre partecipanti
La seguente coppia di giocatrici ha ricevuto una wild card per il tabellone principale:
- Jule Niemeier /  Nastasja Schunk

### Ritiri
Prima del torneo
- Nadežda Kičenok /  Ioana Raluca Olaru → sostituite da  Nadežda Kičenok /  Anastasija Rodionova
- Vivian Heisen /  Monica Niculescu → sostituite da  Vivian Heisen /  Panna Udvardy
- Ekaterine Gorgodze /  Sabrina Santamaria → sostituite da  Andreea Mitu /  Sabrina Santamaria
- Jasmine Paolini /  Laura Siegemund → sostituite da  Cristina Bucșa /  Tamara Zidanšek
- Ellen Perez /  Nicole Melichar → sostituite da  Jessy Rompies /  Peangtarn Plipuech

## Punti e montepremi
| Torneo    | Torneo              | V      | F      | SF     | QF     | 2T    | 1T    | Q  | Q3    | Q2    | Q1 |
| Singolare | Punti               | 470    | 305    | 185    | 100    | 55    | 1     | 25 | 18    | 13    | 1  |
| Singolare | Premi in denaro (€) | 55.300 | 41.141 | 26.130 | 12.500 | 6.612 | 5.362 | –  | 4.032 | 2.068 |    |
| Doppio    | Punti               | 470    | 305    | 185    | 100    | -     | 1     | –  | –     | –     | –  |
| Doppio    | Premi in denaro (€) | 20.346 | 14.314 | 8.064  | 4.436  | -     | 2.824 | –  | –     | –     | –  |

## Campionesse

### Singolare
Iga Świątek ha sconfitto in finale  Aryna Sabalenka con il punteggio di 6-2, 6-2.
- È il quarto titolo stagionale e di fila per la Świątek, il settimo della carriera.

### Doppio
Desirae Krawczyk /  Demi Schuurs hanno sconfitto in finale  Cori Gauff /  Zhang Shuai con il punteggio di 6-3, 6-4.